# Фотё, Жеральд
Достопочтенный Жозе́ф Оноре́ Жера́льд Фотё (фр. Joseph Honoré Gérald Fauteux; 22 октября 1900, Сент-Иасент — 14 сентября 1980) — главный судья Верховного суда Канады с 1970 по 1973. В дальнейшем, с 1973 по 1979 гг. являлся ректором Оттавского университета.
Его имя носит здание юридического факультета Оттавского университета.
Родился в Сент-Иасенте в семье Омера Фотё и Эвы Мерсье, в 1925 окончил Монреальский университет со степенью бакалавра права. В том же году стал барристером, поселился в Монреале, где работал вместе со своим дедом Оноре Мерсье в совместной юридической фирме Mercier & Fauteux. В 1939 стал главным прокурором провинции Квебек.